# Biserici-de-casă
Biserică-de-casă e un termen neoficial care desemnează un grup de creștini care se întâlnesc în mod regulat sau spontan într-o locuință sau în alte spații care nu sunt normal văzute ca potrivite pentru "serviciile divine", și nu într-o clădire dedicată acestui scop.
Respectivii se întâlnesc prin case pentru că preferă să se întrunească într-un cadru lejer și neoficial, având convingerea că acesta e un mod eficient de a crea o comunitate și de a se angaja în lucrarea de slujire, și pentru că există credința că bisericile de tip familial au fost un model apostolic clar prescris în primul secol și intenționat create de Mesia.
(Unele biserici se întrunesc și ele în case doar din cauză că încă nu dețin o clădire de biserică).

## Baza scripturală
Creștinii care se întâlnesc în case fac astfel de regulă din dorința de a se întoarce la simplitatea întâlnirilor caracteristice Bisericii din Noul Testament. Din punctul lor de vedere, în loc să aibă întruniri și doctrine formalizate, Biserica primară a dat dovadă de o simplitate a comuniunii și a practicii, simplitate descrisă în Noul Testament. În loc să considere credința și practicile creștine drept o serie de întruniri într-o clădire de biserică, întoarcerea la Biserica Biblică pune accentul pe un mod de viață trăită în comuniune cu ceilalți. Această idee e foarte bine exprimată de cele peste 50 de instanțe ale frazei "unii de alții" regăsită în Noul Testament începând de la cuvintele lui Isus, "Să vă fie drag unii de alții." (Ioan 13:34). Iată câteva pasaje din Biblie care indică atmosfera vieții din Biserica Primară:
- Credința: "Întoarceți-vă de la păcatele voastre la Dumnezeu, și fiecare dintre voi să fie botezat în numele lui Isus Christ pentru ca să vi se ierte păcatele; apoi veți primi darul Spiritului Sfânt." (Faptele Apostolilor 2:38)
- Stilul de viață: "Ei stăruiau în învățătura apostolilor, în legătura frățească, în frângerea pâinii, și în rugăciuni." (Faptele Apostolilor 2:42)
- Întâlniri participative: "Atunci ce e de făcut, fraților? Cînd vă adunați împreună, dacă unul din voi are un cântec, altul o învățătură, altul o revelație, altul o vorbă în altă limbă, altul o interpretare, toate să se facă spre edificarea sufletească." (1 Cor. 14:26, vezi și Coloseni 3:16, Evrei 10:24-25)
- Întrunirile în case: "Aquila și Priscila, împreună cu Biserica din casa lor, vă trimit multă sănătate în Domnul." (1 Cor. 16:19, vezi și Fapte 20:20, Romani 16:5, Coloseni 4:15, Filimon 1:2).

## Structura și organizarea
Privire de ansamblu
Bisericile-de-casă nu trebuie confundate cu "bisericile celulare" (cell churches). În mod normal, o biserică-de-casă nu face parte dintr-o organizație mai mare care să o supervizeze, cu toate că grupul respectiv se poate asocia la modul neoficial cu alți creștini și cu alte biserici-de-casă în rețele care să reflecte egalitatea lor, nu o anumită ierarhie. Cei care se întâlnesc în biserici-de-casă se consideră că aparțin Bisericii universale (atenție, nu catolice), dar sunt autonome și independente, în general fără relații formale de supervizare cu "bisericile instituționale" existente.
Felul cum se văd pe sine
Parte dintre cei implicați în "mișcarea" bisericilor-de-casă consideră impropriu termenul "biserică-de-casă", deoarece pentru ei importantă nu e casa, ci mai degrabă tipul de întrunire care are loc; alte titulaturi folosite uneori pentru a descrie această mișcare într-un mod mai funcțional sunt cele de "biserică simplă", "biserică relațională", "biserică primitivă", "bodylife", "biserică organică", și alți termeni similari. 
Conducerea
Unele biserici-de-casă au o structură de conducere convențională, iar altele nu sunt strucurate. Un crez comun al "mișcării" contemporane de biserici-de-casă e acela că Reforma Protestantă nu a mers suficient de departe în a demonstra un crez nou-testamental autentic în ce privește "preoția tuturor credincioșilor" și în ce privește faptul că numai Isus Christ e Conducătorul Bisericii, iar credincioșii formează trupul Lui. Absența structurilor ierarhice de conducere din multe biserici-de-casă, văzută de bisericile protestante per ansamblu ca un semn de anarhism și de răzvrătire față de autoritățile bisericești, e considerată de majoritatea celor din mișcarea de biserici-de-casă ca fiind cea mai viabilă modalitate de a se pune sub adevărata autoritate spirituală a dragostei și a relațiilor frățești, și sub autoritatea vizibilă a lui Isus Christ ca și Cap al Miresei Lui (aceasta fiind biserica). 
Formatul întâlnirilor
Ca regulă de bază, întâlnirile în bisericile-de-casă sunt libere, lipsite de formalități, și uneori includ și luatul mesei împreună. Participanții speră că toți cei prezenți vor simți libertatea de a contribui cu ceva la întrunire după cum sunt îndrumați de Spiritul Sfânt. Structurile de conducere merg de la lipsa unor lideri oficiali, până la o pluritate de lideri maturi spiritual (seniorii); oricum, în majoritatea bisericilor-de-casă există intenția deliberată de a minimiza șansele ca o singură persoană să ajungă să conducă biserica respectivă, și de aceea a avea un singur pastor sau senior conducător (deci clerici) e un lucru evitat, favorizându-se o responsibilitate a actului de conducere împărțită pe umerii mai multor persoane, sau pe umerii tuturor membrilor per ansamblu.
Networking
Mișcarea bisericilor-de-casă din zilele noastre datorează o mare parte a stabilirii de relații și schimbului de informații utilizării Internetului; acronimul HC e de regulă utilizat ca abreviere pentru "House Church", iar IC e folosit pentru a desemna sintagma "Institutional Church", care e termenul atribuit structurilor mai tradiționale de biserică, inclusiv cele cu o clădire de biserică și/sau cu servicii divine axate pe predici ținute de un pastor sau un alt slujitor creștin.

## Origini și istoric
Originile trendului nord-american al bisericilor-de-casă sunt diverse. Unii o consideră o variantă a mișcării Plymouth Brethren, alții îi recunosc relația cu Anabaptiștii, cu Quakerii, Amish, cu Hutteriții, Mennoniții, Moravienii, Methodiștii, și cu mult mai vechile mișcări ale Waldenzilor și Priscillienilor. Un alt punct de vedere e cel care consideră mișcarea bisericilor-de-casă ca o reapariție în forță a mișcării inițiate de Spiritul Sfânt în perioada Jesus Movement a anilor '70 din SUA ( http://www.one-way.org ) sau cu reînnoirea spirituală adusă prin mișcarea charismatică de la sfârșitul anilor '60 și '70. Alții o văd ca pe o întoarcere la paradigma bisericii nou-testamentale ( http://ntrf.org ), o restaurare a țelurilor eterne ale lui Dumnezeu și la expresia lui Christ pe pământ ( http://ptmin.org), chemând creștinii să se întoarcă de la ierarhii și ranguri la practicile descrise și încurajate în Scriptură ( http://century-one.co.uk ). În ultimii ani a fost susținută de inițiativele plantării de biserici și de cărțile publicate de scriitori precum Robert Fitts Arhivat în 13 iunie 2006, la Wayback Machine., Frank Viola, Wolfgang Simson și Gene Edwards. În SUA, unele dintre cele mai cunoscute mișcări de biserici-de-casă sunt Eternal Grace, care își are originile în Hollywood fiind fondată de Richard Rossi, Dove Fellowship din Lancaster, PA., și Big Fish Chapels, cu originile în Phoenix, Arizona. Și Internetul a contribuit la creșterea exponențială a fenomenului în ultimul deceniu, punând în legătură mulți credincioși. Mișcarea bisericilor-de-casă e înrudită cu mișcarea Biserica emergentă. Nu există un factor unic care să poată pretinde că e singur responsabil de reapariția acestei ecleziologii străvechi și de viitor, dar confluența tuturor firelor indicate mai sus a contribuit la creșterea numărului de biserici-de-casă în Occident.
În zilele noastre, bisericile-de-casă sunt cel mai răspândite în China, Vietnam, India, Cuba, Brazilia și națiunile africane, dar se întâlnesc în număr mai mic, dar în creștere, în Filipine, Europa și în America de Nord. Bisericile-de-casă din Arabia Saudită au avut parte de raiduri ale poliției religioase, și deseori liderii adunării au fost arestați.

## Relația cu bisericile și cu grupările misionare existente
Istoria demonstrează clar că nu de puține ori au existat tensiuni între mișcările de biserici-de-casă (împreună cu alte mișcări de restaurare și de trezire spirituală) pe de o parte, și bisericile mai tradiționale pe de alta. Iată de ce multe biserici-de-casă nu au legături oficiale cu organizațiile creștine mai mari, și preferă să opereze astfel din principiu. Cu toate acestea, în perioada mai recentă, o parte dintre denominațiile și organizațiile misionare existente încep să sprijine în mod oficial eforturile de dezvoltare a unor rețele de biserici-de-casă chiar și în țările occidentale, unde libertatea religioasă e protejată. Aici putem include Biserica Metodistă Liberă a Canadei, The Foursquare Gospel Church of Canada, The Navigators of Canada, The Evangelical Fellowship of Canada, Biserica Presbiteriană a Canadei, The Canadian Evangelical Christian Churches, Partners in Harvest, The Southern Baptist Convention (SUA), Dove Christian Fellowship International, DAWN Ministries (Discipling a Whole Nation), YWAM (Youth With a Mission), ș.a.

## Christian Heritage Center (CHC) a declarat luna martie 2006 Luna bisericilor-de-casă
Pentru a marca importanța bisericilor-de-casă — care au fost parte a creștinismului de la bun început, imediat după ziua cincizecimii — Christian Heritage Center (CHC) a proclamat luna martie Luna bisericilor-de-casă. Centrul CHC e o bibliotecă și un centru de cercetare creștin non-denominațional.
Cu toate că mulți consideră mișcarea bisericilor-de-casă ca fiind un fenomen modern, în realitate ea datează de pe vremea lui Petru, Pavel, și Ioan.
“Biserica-de-casă a fost unul dintre principalele locuri de întâlnire folosite de Biserică în primele câteva secole,” afirmă Greg Humphries, fondatorul CHC. “Acestea au fost prezente de la bun început, și sunt prezente și în zilele noastre. Credem că e important să le onorăm contribuția adusă la răspândirea Mesajului de-a lungul celor două mii de anii.”
Humphries afirmă că Noul Testament stă mărturie despre existența bisericilor-de-casă încă de la începuturile Bisericii.
“Există patru versete care menționează explicit că biserica se întâlnea în locuința cuiva,” ne indică Humphries. “Portalul lui Solomon, sinagogile, și piața publică erau toate folosuite pentru evanghelizare, dar locul de întâlnire al credincioșilor era la ei acasă. De fapt, chiar și prima întrunire a bisericii a avut loc într-o locuință, în camera de la etaj, așa cum se spune în primul capitol din Faptele Apostolilor.” Biblia ne arată că apostolul Pavel i-a rugat pe credincioșii din Roma să transmită salutările sale “bisericii din casa lui Aquila și Priscila” (Romani 16:3-5).
Unul dintre părinții Bisericii din primele secole, Clement din Alexandria, vorbește în scrierile sale despre o locuință folosită ca loc de adunare a credincioșilor. Tot astfel putem menționa locuința excavată în anii 1930 în Dura-Europos (aproape de Bagdad), care s-a constatat că a fost utilizată ca loc de întâlnire a creștinilor în secolul 2, având și o cameră mai mică ce servea ca baptisteriu.
Referințele istorice cu privire la existența bisericilor-de-casă de-a lungul următoarelor șaisprezece secole și jumătate nu sunt frecvente, deoarece mișcările care se întâlneau în case erau deobicei scoase în afara legii. Se știe însă că waldenzii — o grupare de creștini crunt persecutată în secolul 12 și 13 — se întâlneau în case peste tot în toată Europa. Tot astfel, parte dinte anabaptiști se întâlneau în casa lui Felix Manz, care a fost martirizat înainte să ajungă la vârsta de 30 de ani de către adepți reformatorului elvețian Ulrich Zwingli. În deceniile care au urmat, mișscarea s-a extins în zeci de mii de locuințe peste tot în Europa Centrală. La categoria "mișcări similare" putem include priscilienii, quakerii, moravienii, metodiștii și mișcarea Brethren (Frăția).
Sursa: *http://www.assistnews.net/Stories/s06020076.htm Arhivat în 20 februarie 2006, la Wayback Machine.

## Analize statistice despre Mișcarea bisericilor-de-casă
(Surse: Rad Zdero (2004), The Global House Church Movement, și Dawn Friday Fax, www.jesus.org.uk/dawn)
- Cambodgia: 1.000 de noi biserici-de-casă în 10 ani (din 1990 până în 2000)
- Canada: 200 de biserici-de-casă (în 2001)
- China: 80-100 miloane de credincioși integrați în biserici-de-casă
- Cuba: 6,000-10,000 bdc din 1992 până astăzi
- Etiopia: o creștere de la 5.000 la 50.000 de credincioși în biserici-de-casă în anii '80
- India: aproximativ 40-60 de mii de bdc (în 2004)
- Sri Lanka: Biserica Kithu Sevena a inițiat 131 de noi biserici-de-casă în 7 luni
- Vietnam: o echipă de plantare de biserici a inițiat 550 de noi bdc în 2 ani (din 1997 până în 1999)
- S.U.A.: 1600 de biserici-de-casă înregistrate numai pe internet (până în 2003) fiind posibil să existe 30.000 bdc (conform datelor furnizate de statisticianul american George Barna)

## Cărți recomandate
- Steve Atkerson (ed.), Ekklesia: To the Roots of Biblical Church Life.
- Robert & Julia Banks, The Church Comes Home, Hendrickson Pub.
- George Barna, Revolution.
- Gilbert Bilezikian, Community 101, Zondervan Pub.
- E.H. Broadbent, The Pilgrim Church.
- Albert James Dager, The House Assembly. Sword Publishers
- Neil Cole, Organic Church.
- Robert Fitts, The Church in the House.
- David Garrison, Church Planting Movements.
- Roger Gehring, House Church and Mission (de departe cea mai cuprinzătoare lucrare științifică despre bisericile-de-casă)
- Wayne Jacobsen, The Naked Church.
- Wayne Jacobsen, Authentic Relationships.
- Clifford James, The Blueprint (poate fi citită online la adresa http://www.theearlychurch.com)
- Larry Kreider, House Church Networks.
- Wolfgang Simson, Houses that Change the World.
- Frank Viola, Rethinking the Wineskin.
- Frank Viola, Pagan Christianity.
- Frank Viola, So You Want to Start a House Church?
- Rad Zdero, The Global House Church Movement.
- Rad Zdero (editor), Nexus: The World House Church Movement Reader.

### General
- 153 House Churches Network - International network of partnering believers and house churches Arhivat în 23 aprilie 2006, la Wayback Machine.
- Free House Church Resources for a Vibrant Home Church Arhivat în 9 mai 2006, la Wayback Machine.
Free resources to help your house church be successful. Study the Bible with our free printable Bible studies, gain fresh insights for your house church, and more!
- Present Testimony Ministry - Home Church Resources
- Dove Christian Fellowship International
- HouseChurchPortal Arhivat în 19 mai 2006, la Wayback Machine.
- House 2 House Magazine Arhivat în 7 mai 2006, la Wayback Machine.
- Sites Unseen House Church Directory Arhivat în 28 aprilie 2006, la Wayback Machine.
- Photos, comments and stories Arhivat în 22 februarie 2006, la Wayback Machine.
- All things House Church. Worldwide Registry which can alert users of new local entries. Web Forums.
- Home church information and HCDL homepage, also contains home church directory of churches worldwide[nefuncțională]
- A Network of Home Churches in Cincinnati, Ohio
- Healing Communities
- A network to encourage house church planting in Canada Arhivat în 28 mai 2002, la Wayback Machine.
- The New Testament Restoration Foundation
- Unleashing the Church Arhivat în 2 aprilie 2004, la Wayback Machine.
- A Giant resource dedicated to the House Church and Sound Doctrine
- Phoenix Area House Churches Arhivat în 4 septembrie 2007, la Wayback Machine.

### Forumuri de discuții
- Radically Christian Cafe Arhivat în 23 mai 2006, la Wayback Machine.
- Yahoo Discussion Group HCConnection
- House Church Discussion List
- Koinonia Life Discussion Group
- New Wineskin Discussion Group
- HC raw "where sparks fly" group
- House2House Discussion Forums Arhivat în 27 septembrie 2007, la Wayback Machine.
- New Testament House Churches